# Carrissoa angolensis
Genre
Espèce
Carrissoa angolensis est une espèce de plantes ç fleurs dicotylédones de la famille des Fabaceae, sous-famille des Faboideae, originaire d'Afrique australe.
C'est l'unique espèce acceptée du genre Carrissoa (genre monotypique).

## Étymologie
Le nom générique, « Carrissoa », est un hommage à Luis Wettnich Carrisso (1886-1937), botaniste portugais qui fut directeur du jardin  botanique de l'université de Coimbra, et qui collecta des plantes en Angola.
L'épithète spécifique, « angolensis » est un adjectif de latin botanique qui indique l'origine angolaise de l'espèce.